# Свети Никола (Голем Радобил)
Вижте пояснителната страница за други значения на Свети Никола.
„Свети Никола“ (на македонска литературна норма: „Свети Никола“) е православна възрожденска църква в прилепското село Голем Радобил, Северна Македония. Църквата е под управлението на Преспанско-Пелагонийската епархия на Македонската православна църква.
| Архангел Гавриил от Благовещение на царските двери |  | Света Богородица от Благовещение на царските двери |
| Архангел Гавриил от Благовещение на царските двери |  | Света Богородица от Благовещение на царските двери |

В църквата има три надгробни римски стели. На едната са представени две жени, мъж и дете и конник на калката, на втората пет стоящи фигури, а на третата трима мъже и една жена.
Църквата е издигната и изписана в 1870 година. Представлява трикорабна базилика, с полукръгла апсида на източната страна. На западната страна има отворен трем. Църквата е изписана с оригинални стенописи и има красив възрожденски иконостас.
- Стенопис Богородица Ширшая небес
- Стенописно изображение на патрона над входа
- Входната врата